# Pedro de Urdemalas
Pedro de Urdemalas o Pedro de Urdimalas, también conocido como Pedro Urdemales (México, Chile y Guatemala), Pedro Ardimales (El Salvador), "Pedro Animala" (Puerto Rico), Pedro Malasartes (Brasil), Perurimá (Paraguay), Pedro Rimales (Argentina, Bolivia, Colombia, Panamá, Perú, Venezuela), Pedro Urdimal o Pedro Ordimán, Pedro Malasartes en Uruguay; es un personaje folclórico de origen español, producto de la tradición oral y literaria, de donde pasó a formar parte de la tradición hispanoamericana. Es un típico representante de la literatura picaresca, siendo comúnmente un pillo o burlador de carácter campestre. Parece haber desaparecido de la consciencia popular ibérica moderna como personaje folclórico, mientras que ha perdurado en América Latina.

## Origen
El origen de este personaje está en las leyendas medievales españolas. Gregorio de Argaiz y Juan Ferreras lo identificaron con el líder bagauda Burdunello, sublevado a finales del s. V en Zaragoza contra el rey Alarico II. La referencia más antigua documentada la encontramos, de acuerdo a Antonio Ubieto Arteta, en un documento aragonés de fines del siglo XII, en el cual se menciona un paraje llamado campum de Petro Urde malas. Según dicho filólogo e historiador, el campo de alguien llamado Pedro Urdemalas estaba situado en Cogullada (un barrio de la margen izquierda de Zaragoza) y supone «una noticia sobre la existencia real de un Pedro Urdemalas en la Zaragoza del siglo XII».
La primera mención literaria, según José Manuel Blecua, aparece hacia 1440 en el Libro del paso honroso de Suero de Quiñones. Poco después se encuentran referencias al personaje en autores de pasos y entremeses, en los que se convierte en prototipo de rufián. Así, Pedro de Urdemalas es un carácter recurrente en las obras teatrales de Juan del Encina, Lucas Fernández, Lope de Rueda y Juan de Timoneda.
Más tarde, en la literatura escrita del siglo XVI, aparece en La Lozana andaluza (Venecia, 1528) y comienza un desarrollo más amplio en el anónimo, aunque atribuido a Cristóbal de Villalón o a Andrés Laguna, Viaje de Turquía: (la odisea de Pedro de Urdemalas) (1557). Se trata de un diálogo renacentista tan extenso que en realidad se puede considerar una novela dialogada y en el cual conversa con otros personajes de nombre inspirado también en el folclore como 
Juan de Voto a Dios y Matalascallando, que sirven en realidad para ocultar la personalidad del personaje principal. 
Pero es Miguel de Cervantes, en la comedia Pedro de Urdemalas de sus Ocho comedias y ocho entremeses nuevos (1615), quien consolida el estatus del personaje y le da un carácter específico como protagonista de una ficción desarrollada con amplitud.
Ya en el primer cuarto del siglo XVII se encuentra al personaje en una novela inconclusa, El sutil cordobés Pedro de Urdemalas (1620), de Alonso Jerónimo de Salas Barbadillo. Asimismo tiene presencia en el Sueño de la muerte de Francisco de Quevedo como un personaje proverbial más junto a Perico de los Palotes, el Bobo de Coria, etcétera. En cuanto a la dramaturgia barroca, se presenta ayudando a vestirse de hombre a una tal Laura en la comedia atribuida a Lope de Vega Pedro de Urdemalas (1596–1606?) y, a fines de siglo, en la versión homónima que Juan Bautista Diamante hizo de esta misma obra.

## Carácter del personaje
Las constantes de este personaje que aparece en la España del Siglo de Oro, son ya definidas en repertorios de dichos populares, refranes y facecias publicados por Antonio de Nebrija y Gonzalo Correas en Vocabulario de refranes y frases proverbiales de 1627. Correas dice sobre Pedro de Urdemalas: «Así llaman a un tetrero; de Pedro de Urdimalas andan kuentos por el vulgo».
Estos rasgos son: un origen misterioso, ser mozo de muchos amos, gran ingenio, habilidad para burlar y constante subversión del orden establecido. Todos ellos son caracteres emparentados con el del pícaro y el protagonista de la novela picaresca. El proteico personaje de la tradición oral, que protagoniza hechos ingeniosos de la más variada condición, permite reutilizarlo como receptor de los diversos episodios en sarta del relato picaresco.
Toda esta relación entre la tradición oral y la literatura escrita desde la Edad Media y a través del Renacimiento ha ido modelando el personaje hasta el punto de ser objeto de reelaboraciones dramáticas y novelescas en las que este asume el peso de protagonizar obras en las que su caracterización psicológica adquiere mayor complejidad. El punto de partida para su conformación como personaje de amplio registro, ya distinto del esquema básico de protagonista de chistes, dichos y anécdotas, está en el Viaje de Turquía. Allí el personaje, debido a su astucia, recorrido vital, experiencia en servicios a varios amos y viajero infatigable, ya asume, con el diálogo entre sí mismo y los que lo rodean, la capacidad de decir las verdades que nadie se atreve a decir y de ser portador de una muy especial sabiduría emanada del contacto con la realidad.
Así, el personaje de Matalascallando dice de Pedro de Urdemalas: 

Agora digo que no es mucho que sepa tanto Pedro de Urdimalas, pues tanto ha peregrinado. En verdad que venís tan trocado, que dubdo si sois vos. Dos horas y más ha que estamos parlando y no se os ha soltado una palabra de las que solíais, sino todo sentencias llenas de filosofía y religión y temor de Dios.

 De este modo, a partir de un personaje del folclore, aparece un protagonista interesante por      
su capacidad sentenciosa y sabia, que es el que podrán aprovechar escritores cultos como Miguel de Cervantes a lo largo del Siglo de Oro.

### Su aparición en América
La primera aparición de este personaje folclórico en Latinoamérica, en Chile, la podemos encontrar en la literatura de Chile en la Historia de Pedro Urdemales (Yungay, 1885). En esta novela el personaje nace en la noche del 23 de junio de 1801 en «una choza situada en la ribera izquierda del caudaloso Maule». Presumiblemente esa publicación reflejó no solo la existencia de una tradición oral 
ya bien establecida, sino también un interés más general en sus aventuras. Según la historia, murió bastante joven y de vergüenza porque una sabia anciana lo engañó. Pero una versión alternativa posterior sugiere que a pesar de ello luego se recuperó; y en el más allá logró engañar a la misma muerte para poder regresar a la vida y así poder continuar con sus andanzas.
Del relato que se hace de Pedro de Urdemalas en el primer acto de la Comedia famosa de Pedro de Urdemalas de Miguel de Cervantes (Madrid, 1615) se deduce que el personaje es «el mismo embaucador» de los relatos chilenos, excepto que el personaje español es «mejor hablado» que el chileno, y más altruista. Su nombre pasó a designar por antonomasia al pícaro, al «malo», en los diccionarios de la lengua española, desde el de Sánchez de la Ballesta, de 1587. Por todo ello:

Queda demostrado que nuestro Pedro Urdemales, a quien tanto celebra el pueblo por las infinitas diabluras que se le atribuyen, también es de nacionalidad española, siendo por su antigüedad casi tan venerable como el Rey Perico, Maricastaña, la sarna y el tabaco.
Ramón Arminio Laval (1925), «Nacionalidad de Pedro Urdemales», op. cit., págs. 16-17.

Del Pedro de Urdemalas del folclore español, el personaje en el mundo latinoamericano heredó su carácter mutable: caballero o peón, cura o mujer, es cualquiera y a cualquiera entiende. No está fuera de lugar en ninguna parte y en todas sabe comportarse. No hay oficio que no practique o herramienta que no domine.  Hace fortunas. El mundo entero esta para su provecho. Y sin embargo, nunca tiene nada, carece de amigos, familia o cualquier arraigo humano. Conoce a todos pero nadie lo reconoce: por un lado estafador común y corriente, por la otra esencia de los humanos, que viven y sobreviven gracias al ingenio, cualquiera y doquiera, es el antihéroe por excelencia, "pícaro andante" o más bien  vagante  a través de un mundo miserable y ajeno, incapaz de controlar su propio destino, pero al mismo tiempo invirtiendo verdades aparentes y "re-velando" obscuridades: su aparente debilidad es el poder que hace débiles a los poderosos, incluso al  Mandinga (el diablo), el que la tradición popular cuenta que ha sido capaz de engañar en más de una ocasión.
En Chile es caracterizado como un personaje que principalmente busca satisfacer sus necesidades y deseos sin consideración alguna por otros. En cambio, hacia el norte —por ejemplo en Guatemala— se percibe más como héroe popular que embauca a los ricos y poderosos para ayudar a los pobres.
Sus famosas pillerías son más bien simplezas. La ingeniosidad de Pedro no consiste en inventar tramas complejas sino en entender lo que motiva a otros. Como todo burlador, sabe que no es la complejidad del truco sino el deseo por la ganancia fácil lo que embauca a los ambiciosos. Cuanto más simple el burlador parezca, más fácil la víctima encontrará creerle.  (ver, por ejemplo:  El cuento del tío;  Tocomocho; Estafa nigeriana, etc)
A nivel general, varios antropólogos -notablemente Lévi-Strauss- han remarcado en la generalidad de la presencia del coyote o cuervo, caracterizados como burladores en muchas sociedades indígenas de la América precolombina. Estos burladores siempre subvierten el orden social establecido y respetable, encontrando un deleite especial en mofarse de los poderosos, pero creando caos indiscriminadamente y reciprocando con malechuras incluso a quienes los tratan con decencia.
Estos personajes son entendibles quizás como expresión de crítica social, rebeldía o resistencia popular; creando un espacio para verdades no fácilmente acomodables en sistemas sociales, especialmente si esos implican valores o estratificaciones demasiado rígidos o desigualdades excesivas, sugiriendo al mismo tiempo que el ingenio humano es el instrumento fundamental no solo de supervivencia y éxito, pero incluso, en ocasiones, de cambio social. O quizás sea que su carácter mutable se debe a que el burlador es un mediador entre opuestos culturales, lo que explicaría que posea un carácter ambiguo pero necesario para su función de resolver ese conflicto cultural.

## Su presencia en la cultura contemporánea
Pedro Urdemales todavía está presente en la realidad cultural latinoamericana, desde comentarios en periódicos o internet a libros de sus aventuras, pasando por artículos y ensayos en revistas o libros, obras de teatro y canciones de autores folclóricos, como por ejemplo, Violeta Parra.
Un diario chileno llamado El centro reportó que un grupo de vecinos de San Clemente -la localidad en que se supone que nació- ha solicitado que se lo declare Hijo Ilustre.